# Niezmogowce
Niezmogowce, priapuloidy, priapulidy (Priapulida), gruboryjkowe – typ drapieżnych, morskich zwierząt bezkręgowych o symetrii promienistej, ciele cylindrycznym, z grubym ryjkiem służącym do zagrzebywania się w podłożu. Są to średniej wielkości brunatne robaki, żyjące w strefie przybrzeżnej mórz i oceanów całego świata, przy czym gatunki tropikalne są mniejsze od tych, które  żyją w wodach zimnych. Przeciętnie mają 3–10 cm, ale największy (Halicryptus higginsi) mierzy do 39 cm. W Morzu Bałtyckim występują dwa gatunki: priapulus (Priapulus caudatus) i halikryptus (Halicryptus spinulosus). W zapisie kopalnym priapulidy są bogato reprezentowane w morzach kambru. 

## Budowa ciała
Ciało niezmogowców składa się z ryjka (introwertu) z kutykularnymi skalidami i workowatego tułowia, u niektórych gatunków zakończonego wyrostkiem kaudalnym. Ryjek jest wzdłużnie umięśniony, pokryty kolcami, haczykami i brodawkami. Może być wysuwany pod wpływem turgoru jamy ciała i wciągany dzięki skurczowi ośmiu podłużnych mięśni. Gardziel, do której zasysany jest pokarm, przedłuża się w jelito (którego obecność odróżnia niezmogowce od kolcogłowów). Tułów jest poprzecznie prążkowany, a na przydatku ogonowym znajdują się u większości gatunków wyrostki skrzelowe.

## Układ wydalniczy i rozrodczy
Narządy wydalnicze i rozrodcze połączone są we wspólny układ moczopłciowy.
Układ wydalniczy składa się z licznych protonefrydiów typu solenocytów. Umieszczone są one w postaci kilku pęczków wzdłuż wspólnego przewodu moczopłciowego. Liczne atrocyty, rozsiane w śródbłonku, dopełniają czynności układu wydalniczego.
Gonady tworzą dwa podłużne twory zwartej budowy, przyczepione do ścianek ciała rzekomą błoną otrzewnową. Każda gonada złożona jest z licznych woreczków, otwierających się do wspólnych przewodów moczopłciowych. Obydwa otwory moczopłciowe mieszczą się na tylnym końcu ciała. Przewody te pełnią rolę moczowodów, służą jednak równocześnie do wydalania produktów płciowych. Ich wewnętrzne ściany pokrywa nabłonek urzęsiony, dzięki czemu elementy płciowe łatwo ulegają przesuwaniu na zewnątrz. Niezmogowce są rozdzielnopłciowe. Zapłodnienie następuje w wodzie.

## Układ nerwowy
Niezmogowce posiadają wokółjelitowy pierścień komórek nerwowych, od którego odchodzi brzuszny pień nerwowy kończący się zwojem w okolicach odbytu.

## Oddychanie
Oddychanie odbywa się przez powłoki ciała. U gatunków zaopatrzonych w wyrostki ogonowe, te ostatnie odgrywają rolę skrzeli.

## Układ odpornościowy
Układ odpornościowy stanowią fagocytujące amebocyty znajdujące się w hemolimfie. Na ich błonie komórkowej znajdują się lektyny, rozpoznające glikoproteiny innych komórek.

## Klasyfikacja
Wyróżniono kilkanaście gatunków uszeregowanych w sześciu rzędach:
- †Selkirkiomorpha
- †Ottoiomorpha
- Priapulomorpha
- Halicryptomorpha
- Meiopriapulomorpha
- Seticoronaria